# Rose Villain

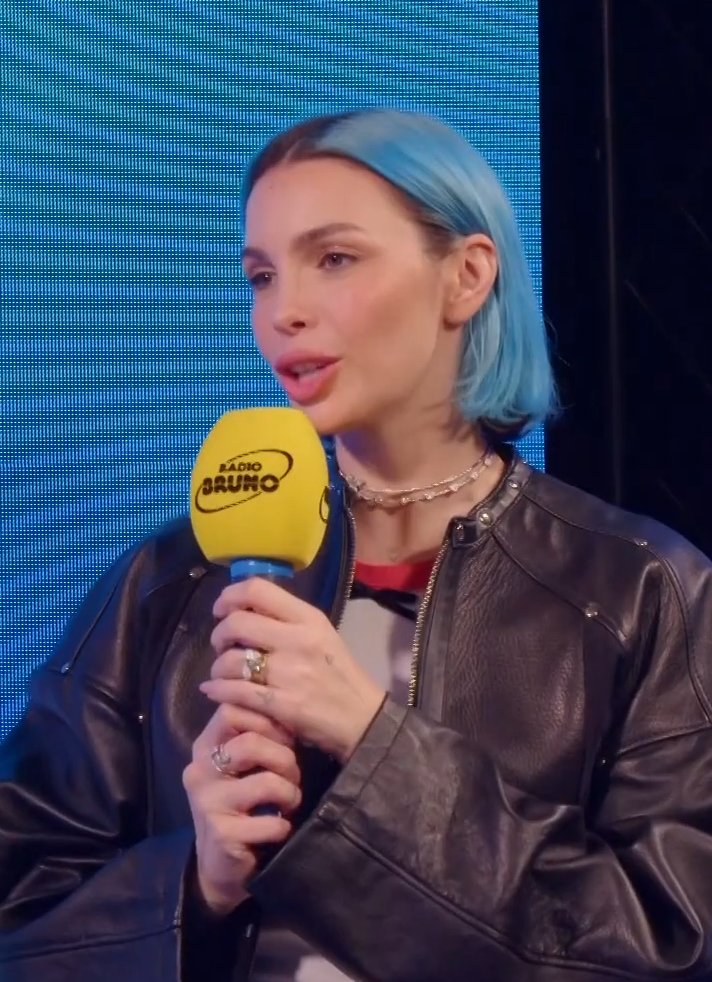
Rose Villain (2025)

Rose Villain (* 20. Juli 1989 als Rosa Luini in Mailand) ist eine italienische Rapperin und Popsängerin.

## Karriere
Die Musikerin kam früh in Kontakt mit Rock, Punk und Rap. Nach dem Abschluss der Schule zog sie nach Los Angeles und studierte am Musicians Institute. Im Anschluss zog sie nach New York. In Italien erlangte sie ab 2016 durch mehrere Featurings in Rapsongs Bekanntheit, etwa in Don Medellín von Salmo. In diesem Jahr unterschrieb sie auch einen Plattenvertrag mit dem Hip-Hop-Label Machete Empire Records und veröffentlichte ihre ersten Singles, zunächst in englischer Sprache. In den folgenden Jahren arbeitete sie u. a. mit Guè Pequeno, Luchè, Fabri Fibra, Rosa Chemical und Annalisa zusammen. Anfang 2023 erschien schließlich Rose Villains erstes Album Radio Gotham bei Sony.
Im Mai 2022 heiratete Rose Villain in New York den italienischen Musikproduzenten Andrea Ferrara, bekannt als Sixpm.

## Diskografie

### Alben
| Jahr | Titel Musiklabel                      | Höchstplatzierung, Gesamtwochen, AuszeichnungChartplatzierungen (Jahr, Titel, Musiklabel, Platzierungen, Wochen, Auszeichnungen, Anmerkungen) | Höchstplatzierung, Gesamtwochen, AuszeichnungChartplatzierungen (Jahr, Titel, Musiklabel, Platzierungen, Wochen, Auszeichnungen, Anmerkungen) | Anmerkungen                                              |
| Jahr | Titel Musiklabel                      | IT | CH | Anmerkungen                                              |
| ---- | ------------------------------------- | --- | --- | -------------------------------------------------------- |
| 2023 | Radio Gotham Columbia Records (SME)   | IT5 Platin · (82 Wo.)IT | — | Erstveröffentlichung: 20. Januar 2023 Verkäufe: + 50.000 |
| 2024 | Radio Sakura Warner Music Italy (WMG) | IT3 ×2Doppelplatin · (63 Wo.)IT | CH94 (1 Wo.)CH | Erstveröffentlichung: 8. März 2024 Verkäufe: + 100.000   |
| 2025 | Radio Vega Warner Music Italy (WMG)   | IT1 Gold · (… Wo.)IT | CH91 (1 Wo.)CH | Erstveröffentlichung: 14. März 2025 Verkäufe: + 25.000   |

### Singles
| Jahr | Titel Album                               | Höchstplatzierung, Gesamtwochen, AuszeichnungChartplatzierungen (Jahr, Titel, Album, Platzierungen, Wochen, Auszeichnungen, Anmerkungen) | Höchstplatzierung, Gesamtwochen, AuszeichnungChartplatzierungen (Jahr, Titel, Album, Platzierungen, Wochen, Auszeichnungen, Anmerkungen) | Anmerkungen                                                                                   |
| Jahr | Titel Album                               | IT | CH | Anmerkungen                                                                                   |
| --- | ----------------------------------------- | --- | --- | --------------------------------------------------------------------------------------------- |
| 2021 | Elvis Radio Gotham                        | IT97 Gold · (1 Wo.)IT | — | Erstveröffentlichung: 2. Juli 2021 feat. Guè & Sixpm Verkäufe: + 50.000                       |
| 2022 | Michelle Pfeiffer Radio Gotham            | IT32 Platin · (14 Wo.)IT | — | Erstveröffentlichung: 13. Mai 2022 feat. Tony Effe Verkäufe: + 100.000                        |
| 2023 | Lamette Radio Gotham                      | IT37 Gold · (4 Wo.)IT | — | Erstveröffentlichung: 11. Januar 2023 feat. Salmo Verkäufe: + 50.000                          |
| 2023 | Fragole –                                 | IT7 ×3Dreifachplatin · (42 Wo.)IT | — | Erstveröffentlichung: 12. Mai 2023 mit Achille Lauro Verkäufe: + 300.000                      |
| 2023 | Io, me ed altri guai Radio Sakura         | IT37 Platin · (16 Wo.)IT | — | Erstveröffentlichung: 6. Oktober 2023 Verkäufe: + 100.000                                     |
| 2024 | Click Boom! Radio Sakura                  | IT8 ×3Dreifachplatin · (45 Wo.)IT | CH96 (1 Wo.)CH | Erstveröffentlichung: 7. Februar 2024 Verkäufe: + 300.000; Beitrag zum Sanremo-Festival 2024  |
| 2024 | Ho fatto un sogno –                       | IT17 (2 Wo.)IT | — | Erstveröffentlichung: 26. April 2024 mit Tananai & Madame                                     |
| 2025 | Fuorilegge Radio Vega                     | IT6 Platin · (20 Wo.)IT | CH51 (1 Wo.)CH | Erstveröffentlichung: 12. Februar 2025 Verkäufe: + 200.000; Beitrag zum Sanremo-Festival 2025 |
| 2025 | Victoria’s Secret –                       | IT24 (6 Wo.)IT | — | Erstveröffentlichung: 30. Mai 2025 feat. Tony Effe                                            |
| Folgende Lieder erschienen nicht als Single, wurden aber durch das Album zum Download und Streaming bereitgestellt und konnten somit eine Platzierung erlangen: |                                           | | |                                                                                               |
| |                                           | | |                                                                                               |
| 2020 | Chico Mr. Fini                            | IT5 ×4Vierfachplatin · (38 Wo.)IT | — | mit Guè & Luchè Verkäufe: + 280.000                                                           |
| 2021 | Piango sulla Lambo Guesus                 | IT3 Platin · (12 Wo.)IT | — | mit Guè Verkäufe: + 100.000                                                                   |
| 2022 | GoodFellas Caos                           | IT14 (2 Wo.)IT | — | mit Fabri Fibra                                                                               |
| 2022 | M.S.O.M. Blocco 181 – Original Soundtrack | IT32 (1 Wo.)IT | — | mit Salmo, Jake La Furia & Night Skinny                                                       |
| 2023 | Fantasmi Radio Gotham                     | IT41 ×2Doppelplatin · (55 Wo.)IT | — | feat. Geolier Verkäufe: + 200.000                                                             |
| 2023 | Due facce Radio Gotham                    | IT47 Gold · (2 Wo.)IT | — | feat. Tedua Verkäufe: + 50.000                                                                |
| 2024 | Come un tuono Radio Sakura                | IT1 ×4Vierfachplatin · (57 Wo.)IT | — | feat. Guè Verkäufe: + 400.000                                                                 |
| 2024 | Stan Radio Sakura                         | IT36 (… Wo.)IT | — | feat. Ernia                                                                                   |
| 2024 | Hattori Hanzo Radio Sakura                | IT63 (2 Wo.)IT | — | feat. Madame                                                                                  |
| 2024 | Graffiti Radio Sakura                     | IT81 (1 Wo.)IT | — | feat. Bresh                                                                                   |
| 2024 | Brutti pensieri Radio Sakura              | IT93 (1 Wo.)IT | — | feat. Thasup                                                                                  |
| 2025 | No vabbè Radio Vega                       | IT16 (4 Wo.)IT | — | feat. Lazza                                                                                   |
| 2025 | Ancora Radio Vega                         | IT29 (7 Wo.)IT | — | feat. Geolier                                                                                 |
| 2025 | Il bacio del serpente Radio Vega          | IT88 (1 Wo.)IT | — | feat. Guè                                                                                     |

### Gastbeiträge
| Jahr | Titel Album                                 | Höchstplatzierung, Gesamtwochen, AuszeichnungChartplatzierungen (Jahr, Titel, Album, Platzierungen, Wochen, Auszeichnungen, Anmerkungen) | Höchstplatzierung, Gesamtwochen, AuszeichnungChartplatzierungen (Jahr, Titel, Album, Platzierungen, Wochen, Auszeichnungen, Anmerkungen) | Anmerkungen                                                                         |
| Jahr | Titel Album                                 | IT | CH | Anmerkungen                                                                         |
| --- | ------------------------------------------- | --- | --- | ----------------------------------------------------------------------------------- |
| 2016 | Don Medellín Hellvisback (Platinum Edition) | IT13 Platin · (10 Wo.)IT | — | Erstveröffentlichung: 11. November 2016 Salmo feat. Rose Villain Verkäufe: + 50.000 |
| 2024 | MyLove! –                                   | IT87 (1 Wo.)IT | — | Erstveröffentlichung: 5. September 2024 Sixpm feat. Rose Villain, Ernia & SDF       |
| 2024 | Mmh –                                       | IT32 (11 Wo.)IT | — | Erstveröffentlichung: 18. Oktober 2024 Fred De Palma feat. Rose Villain             |
| Folgende Lieder erschienen nicht als Single, wurden aber durch das Album zum Download und Streaming bereitgestellt und konnten somit eine Platzierung erlangen: |                                             | | |                                                                                     |
| |                                             | | |                                                                                     |
| 2021 | Psycho Keta Music Vol. 3                    | IT89 (1 Wo.)IT | — | Emis Killa feat. Rose Villain                                                       |
| 2022 | Cell Trenches Baby                          | IT89 (1 Wo.)IT | — | Rondodasosa feat. Rose Villain & Ghali                                              |
| 2024 | Balenciaga Icon                             | IT34 (3 Wo.)IT | — | Tony Effe feat. Rose Villain                                                        |
| 2024 | Tu ed io Dio lo sa - Atto II                | IT6 Gold · (19 Wo.)IT | — | Verkäufe: + 100.000; Geolier feat. Rose Villain                                     |
| 2025 | Oh mamma mia Tropico del capricorno         | IT1 Gold · (… Wo.)IT | — | Verkäufe: + 100.000; Guè feat. Rose Villain                                         |
| 2025 | Money on My Mind Fame                       | IT23 (2 Wo.)IT | — | Jake La Furia & Night Skinny feat. Rose Villain & Artie 5ive                        |
| 2025 | Un milione di mani Il mio lato peggiore     | IT29 (2 Wo.)IT | — | Luchè feat. Rose Villain                                                            |

## Belege
1. 1 2  Rose Villain: età, carriera, vita privata, dove vive, il matrimonio e la clausola. Chi è la Big a Sanremo 2024 Video. In: Il Messaggero. 6. Februar 2024, abgerufen am 7. Februar 2024 (italienisch).
2. ↑  Claudio Cabona: Rose Villain: "Nirvana e Biggie mi hanno cambiato la vita". In: Rockol.it. 23. Januar 2023, abgerufen am 5. November 2023 (italienisch).
3. ↑  Rose Villain: biografia, discografia e contatti ufficiali. In: Boh Magazine. Abgerufen am 5. November 2023 (italienisch).
4. ↑  Alben von Rose Villain. In: Italiancharts.com. Hung Medien, abgerufen am 5. November 2023.
5. 1 2 3  Chartquelle: Schweiz
6. 1 2 3 4 5 6 7 8 9 10 11 12 13 14 15 16 17 18  Certificazioni. FIMI, abgerufen am 3. Juni 2025 (italienisch).
7. ↑  Archivio classifiche Top Singoli. FIMI, abgerufen am 3. Juni 2025 (italienisch).
8. ↑  Archivio classifiche Top Singoli. FIMI, abgerufen am 3. Juni 2025 (italienisch).

| Personendaten    | Personendaten                         |
| ---------------- | ------------------------------------- |
| NAME             | Villain, Rose                         |
| ALTERNATIVNAMEN  | Luini, Rosa (Geburtsname)             |
| KURZBESCHREIBUNG | italienische Rapperin und Popsängerin |
| GEBURTSDATUM     | 20. Juli 1989                         |
| GEBURTSORT       | Mailand, Italien                      |